# ریپولس
ریپولس (به اسپانیایی: Ripollés) یک منطقهٔ مسکونی در اسپانیا است که در Comarques Gironines واقع شده‌است. ریپولس ۹۵۶٫۶ کیلومتر مربع مساحت و ۲۵٬۷۰۰ نفر جمعیت دارد.

## خواهرخوانده
شهر Conflent خواهرخواندهٔ ریپولس هست.